# Relais aux championnats du monde d'athlétisme 2007
Les épreuves des relais disputées lors des Championnats du monde d'athlétisme 2007 sont au nombre traditionnel de quatre, deux masculins, deux féminins.

## Équipes qualifiées

### Messieurs
- 4 × 100 m : 12 équipes qualifiées en 2006,  Australie,  Canada,  France,  Allemagne,  Royaume-Uni,  Italie,  Jamaïque,  Japon,  Pologne,  Russie,  Afrique du Sud,  États-Unis. Le  Brésil et le  Nigeria se sont qualifiés en 2007.
- 4 × 400 m : 12 équipes qualifiées en 2006,  Australie,  République dominicaine,  France,  Allemagne,  Royaume-Uni,  Jamaïque,  Nigeria,  Pologne,  Trinité-et-Tobago,  États-Unis. Le  Brésil et l' Afrique du Sud, avec des temps qualificatifs en 2006, ne figurent pas parmi les inscrits. S'y ajoutent en 2007, les  Bahamas, la  Russie, la  Grèce, le  Japon et le  Botswana.

### Dames
- 4 × 100 m : 11 équipes qualifiées,  Biélorussie,  Belgique,  Cuba,  France,  Allemagne,  Royaume-Uni,  Grèce (ne figure pas parmi les inscrits),  Jamaïque,  Russie,  Ukraine,  États-Unis. En 2007, il faudra y ajouter entre autres le  Brésil, l' Australie ainsi que le  Japon en tant que pays hôte.
- 4 × 400 m : 15 équipes inscrites,  Biélorussie,  Bulgarie,  France, ,  Royaume-Uni,  Inde,  Jamaïque,  Mexique,  Nigeria,  Pologne,  Russie,  Ukraine,  États-Unis — également  Allemagne et  Australie mais qui ne figurent pas parmi les inscrits comme la  Grèce, qualifiée en 2007. En 2007, les autres qualifiés sont le  Brésil,  Cuba, la  Roumanie et le  Japon en tant que pays hôte.

## Relais 4 × 100 mètres

### 4 × 100 m masculin
L'IAAF a fixé le minima à 39 secondes pour se qualifier. Qui plus est, ce temps devait être réalisé, en 2006 et jusqu'au 7 août 2007, uniquement lors de compétitions internationales éligibles, d'assez haut niveau, où au moins trois équipes représentant une nation différente devaient être engagées. Seules 14 équipes se sont qualifiées (dont 12 dès 2006). Le 31 août à 20h40, heure locale, il y aura donc deux séries (qui seront en fait des demi-finales) et une finale à huit le lendemain 1er septembre à 22h20 (qui conclura la journée).

#### Composition des équipes
En raison des règles de l'IAAF qui imposent aux fédérations de composer leur relais avec les athlètes également inscrits dans l'épreuve du 100 mètres, les États-Unis, grands favoris, auront une équipe composée de Tyson Gay (Fayetteville, AR), Mark Jelks (Kansas City, KS), J-Mee Samuels (Fayetteville, AR), en tant qu'inscrits individuellement sur le 100 m, complétée par LeRoy Dixon (Los Angeles, CA), Darvis Patton (Fort Worth, TX), Leonard Scott (Greenville, NC). Pour cette raison, et malgré les exploits de Tyson Gay sur 100 et 200 m, pour la toute première fois depuis la création des Championnats du monde, l'équipe nord-américaine ne part pas forcément favorite. La France, championne du monde en titre, en raison des blessures de deux de ses principaux sprinters, déclare forfait peu avant les séries. 13 équipes seulement sont donc inscrites sur la Start List publiée par l'IAAF le 30 août 2007 à 21h49.

#### Meilleurs temps (en 2007, avant les Championnats)
(uniquement les temps en dessous de 39 secondes, minima exigé de l'IAAF pour pouvoir participer aux Championnats du monde 2007) :
1. Arkansas Alums[2] ( États-Unis), 38 s 30 le 15 avril 2007 à Walnut (Californie) — les deux premiers relayeurs étaient Trell Kimmons et Wallace Spearmon (avec sans doute J-Mee Samuels et Tyson Gay comme derniers relayeurs). Le meilleur temps d'une équipe nationale américaine est de 38 s 35 et date du 28 avril
2. Royaume-Uni, 38 s 30 (Edgar, Pickering, Devonish, Lewis-Francis) le 23 juin à Munich (Coupe d'Europe)
3. France, 38 s 40 (Nthépé, Alerte, De Lépine, Mbandjock) le 23 juin à Munich
4. Allemagne, 38 s 56 (Blum, Helmke, Kosenkow, Reus) le 23 juin à Munich
5. Pologne, 38 s 62 (Rogowski, Chyła, Jędrusiński, Kuć) le 23 juin à Munich
6. Italie, 38 s 63 (Verdecchia, Collio, Cerutti, Riparelli) le 8 juin à Genève
7. High Performance Team[3], 38 s 70 (A. Barrett, D. Bailey, X. Brown, Bolt) le 24 février à Kingston
8. Japon, 38 s 74 (Tsukahara, Suetsugu, Takahira, Asahara) le 5 mai à Osaka
9. Jamaïque, 38 s 75 (composition non communiquée, dernier relayeur Powell) le 10 juillet à Lausanne
10. Brésil, 38 s 77 (Viana, de Lima, de Morães, André) le 8 juin à São Paulo
11. Canada, 38 s 81 (Adu-Bobie, Henry, Connaughton, Barnett) le 27 juillet à Rio de Janeiro
12. Nigeria, 38 s 91 (Isaac, Metu, Oriala, Fasuba) le 20 juillet à Alger

#### Équipes engagées
avec indication de la participation à l'épreuve individuelle du 100 m

##### États-Unis
Meilleur temps 2007 : 38 s 35 - Meilleur temps de qualification : 37 s 59 (2006)
- Tyson Gay (Fayetteville, AR), 100 m (avec 9 s 84)
- Mark Jelks (Kansas City, KS), 100 m (avec 10 s 04)
- J-Mee Samuels (Fayetteville, AR), 100 m (avec 10 s 22)
- LeRoy Dixon (Los Angeles, CA), réserve sur 100 m (avec 10 s 07)
- Darvis Patton (Fort Worth, TX)
- Leonard Scott (Greenville, NC)

##### Royaume-Uni
Meilleur temps 2007 : 38 s 30 - Meilleur temps de qualification : 38 s 30 (2007)
- Marlon Devonish (Coventry Godiva), 100 m (avec 10 s 06)
- Tyrone Edgar (Newham & Essex), 100 m (avec 10 s 13)
- Mark Lewis-Francis (Birchfield Harriers), réserve sur 100 m (avec 10 s 19)
- Craig Pickering (Marshall Milton Keynes), 100 m (avec 10 s 14)
- Christian Malcolm
- Alexander Nelson

##### Jamaïque
Meilleur temps 2007 : 38 s 75 - Meilleur temps de qualification : 38 s 36 (2006)
- Marvin Anderson,
- Clement Campbell, 100 m (avec 10 s 02)
- Nesta Carter, réserve 100 m (avec 10 s 11)
- Steve Mullings, 100 m (avec 10 s 05)
- Asafa Powell, 100 m (avec 9 s 90 et 9 s 77 en 2006)
- Dwight Thomas,
- (Usain Bolt et Christopher Williams, sélectionnés par ailleurs, pourront servir de remplaçants).

##### France
Meilleur temps 2007 : 38 s 40 - Meilleur temps de qualification : 38 s 40 (2007)
- David Alerte, 100 m (avec 10 s 27)
- Eddy De Lépine
- Martial Mbandjock, 100 m (avec 10 s 16)
- Manuel Reynaert
- Guillaume Guffroy (ces deux derniers au titre des moins de 23 ans)
- Ladji Doucouré (bien qu'il ne figure pas dans les sélectionnés en relais en tant que tel)

En raison des blessures d'Alerte et de De Lépine, le 30 juillet, l'équipe de France déclare forfait et ne participera pas aux qualifications.

##### Japon
Meilleur temps 2007 : 38 s 74 - Meilleur temps de qualification : 38 s 74 (2007)
- Naoki Tsukahara, 100 m (avec 10 s 23)
- Shingo Suetsugu
- Shinji Takahira
- Nobuharu Asahara, 100 m (avec 10 s 15)
- Yuzo Kanemaru
- Shigeyuki Kojima

##### Allemagne
Meilleur temps 2007 : 38 s 56 - Meilleur temps de qualification : 38 s 56 (2007)
- Christian Blum (LAC Quelle Fürth/München)
- Tobias Unger (Salamander Kornwestheim/Ludw) (200 m)
- Till Helmke (TSV Friedberg/Fauerbach)
- Alexander Kosenkow (TV Wattenscheid)
- Ronny Ostwald (TV Wattenscheid)
- Julian Reus (Erfurter LAC)

Réserve : Marius Broening (LAV Asics Tübingen)

##### Pologne
Meilleur temps 2007 : 38 s 62 - Meilleur temps de qualification : 38 s 62 (2007)
- Dariusz Kuć, 100 m (avec 10 s 30 et 10 s 17 en 2006)
- Łukasz Chyła,
- Przemysław Rogowski,
- Marcin Jędrusiński,
- Kamil Masztak,
- Michał Bielczyk

##### Italie
Meilleur temps 2007 : 38 s 63 - Meilleur temps de qualification : 38 s 56 (2006)
- Simone Collio (Fiamme Gialle), 100 m (avec 10 s 19)
- Fabio Cerutti (Riccardi Milano)
- Maurizio Checcucci (Fiamme Oro)
- Koura Kaba Fantoni (Fiamme Gialle)
- Rosario La Mastra (Carabinieri), 100 m (avec 10 s 27)
- Jacques Riparelli (Aeronautica)

##### Brésil
Meilleur temps 2007 : 38 s 77 - Meilleur temps de qualification : 38 s 77 (2007)
- Vicente Lenílson de Lima, SP-São Bernardo, 100 m (avec 10 s 14)
- Sandro Ricardo Rodrigues Viana, AM-São Raimundo, 100 m (avec 10 s 28)
- Basílio Emídio de Morães Júnior, SP-BM&F
- José Carlos Moreira, PR-Londrina, 100 m (avec 10 s 16)
- Rafael da Silva Ribeiro; SP-São Bernardo

##### Russie
Meilleur temps 2007 : 39 s 37 - Meilleur temps de qualification : 38 s 78 (2006)
- Ivan Teplykh,
- Roman Smirnov,
- Mikhail Yegorychev,
- Aleksandr Volkov,
- Igor Gostev.

##### Canada
Meilleur temps 2007 : 38 s 81 - Meilleur temps de qualification : 38 s 81 (2007)
- Richard Adu-Bobie,
- Bryan Barnett,
- Jared Connaughton,
- Anson Henry, 100 m (avec 10 s 30, 10 s 12 en 2006)
- Shannon King,
- Neville Wright

##### Nigeria
Meilleur temps 2007 : 38 s 91 - Meilleur temps de qualification : 38 s 91 (2007)
- Deji Aliu,
- Uchenna Emedolu, 200 m,
- Olusoji A. Fasuba, 100 m (avec 10 s 16 et 9 s 85 en 2006)
- Chukwu Uche Isaac,
- Obinna Metu,
- Chinedu Oriala

##### Afrique du Sud
Meilleur temps 2007 : 39 s 11 - Meilleur temps de qualification : 38 s 98 (2006)
- Leigh Julius,
- Christiaan Krone,
- Kagisho Kumbane,
- Morne Nagel,
- Snyman Prinsloo,
- Sherwin Vries, 100 m (avec 10 s 27)

##### Australie
Meilleur temps 2007 : 39 s 09 - Meilleur temps de qualification : 38 s 57 (2006)
- Patrick Johnson, 100 m (avec 10 s 17)
- Adam Miller,
- Joshua Ross, 100 m (avec 10 s 08)
- Aaron Rouge-Serret,
- Matthew Shirvington,
- Tim Williams.

#### Séries de qualification
Les 3 meilleurs de chaque série plus les deux meilleurs temps en finale (entre parenthèses : n° du couloir dans le stade Nagai, neuf couloirs numérotés de 1 à 9)
- 1re série le 31 août 2007 à 20h40, heure locale :
  - (2).  Russie
  - (3).  Pologne
  - (4).  Italie
  - (5).  Canada
  - (6).  Afrique du Sud
  - (7).  Royaume-Uni
  - (8).  Brésil

- 2e série, à 20h48, heure locale :
  - (2).  Australie
  - (3).  Nigeria
  - (4).  États-Unis
  - (5).  Jamaïque
  - (6).  Allemagne
  - (7).  Japon

#### Résultats des séries
« Demi-finales » (31 août) : les trois premiers de chaque demi-finale et les deux meilleurs temps se sont qualifiés pour la finale
| Rang | Pays           | Athlète                                                              | Temps          |
| ---- | -------------- | -------------------------------------------------------------------- | -------------- |
| 1    | Brésil         | Vicente de Lima Rafael Ribeiro Basílio de Morães Sandro Viana        | 38 s 27 Q (WL) |
| 2    | Royaume-Uni    | Christian Malcolm Craig Pickering Marlon Devonish Mark Lewis-Francis | 38 s 33 Q      |
| 3    | Pologne        | Michał Bielczyk Łukasz Chyła Marcin Jędrusiński Dariusz Kuć          | 38 s 70 Q      |
| 4    | Italie         | Rosario La Mastra Simone Collio Maurizio Checcucci Jacques Riparelli | 38 s 81        |
| 5    | Afrique du Sud | Christiaan Krone Leigh Julius Snyman Prinsloo Sherwin Vries          | 39 s 05 (SB)   |
| 6    | Russie         | Aleksandr Volkov Mikhail Yegorychev Roman Smirnov Ivan Teplykh       | 39 s 08 (SB)   |
| 7    | Canada         | Richard Adu-Bobie Anson Henry Jared Connaughton Neville Wright       | 39 s 43        |

| Rang | Pays       | Athlète                                                          | Temps           |
| ---- | ---------- | ---------------------------------------------------------------- | --------------- |
| 1    | Jamaïque   | Dwight Thomas Steve Mullings Nesta Carter Asafa Powell           | 38 s 02 Q (WL)  |
| 2    | États-Unis | Rodney Martin Wallace Spearmon Darvis Patton LeRoy Dixon         | 38 s 10 Q (SB)  |
| 3    | Japon      | Naoki Tsukahara Shingo Suetsugu Shinji Takahira Nobuharu Asahara | 38 s 21 Q (RAs) |
| 4    | Nigeria    | Obinna Metu Uche Isaac Chinedu Oriala Olusoji Fasuba             | 38 s 43 q (SB)  |
| 5    | Allemagne  | Ronny Ostwald Tobias Unger Alexander Kosenkow Julian Reus        | 38 s 56 q (SB)  |
| 6    | Australie  | Matthew Shirvington Adam Miller Tim Williams Aaron Rouge-Serret  | 38 s 73 (SB)    |

#### Finale
Le 1er septembre à 22h20, heure locale.
| Rang | Pays        | Athlète                                                              | Distance      |
| ---- | ----------- | -------------------------------------------------------------------- | ------------- |
| 1    | États-Unis  | Darvis Patton Wallace Spearmon Tyson Gay LeRoy Dixon                 | 37 s 78 (WL)  |
| 2    | Jamaïque    | Marvin Anderson Usain Bolt Nesta Carter Asafa Powell                 | 37 s 89 (RN)  |
| 3    | Royaume-Uni | Christian Malcolm Craig Pickering Marlon Devonish Mark Lewis-Francis | 37 s 90 (SB)  |
| 4    | Brésil      | Vicente de Lima Rafael Ribeiro Basílio de Morães Sandro Viana        | 37 s 99 (SB)  |
| 5    | Japon       | Naoki Tsukahara Shingo Suetsugu Shinji Takahira Nobuharu Asahara     | 38 s 03 (RAs) |
| 6    | Allemagne   | Ronny Ostwald Tobias Unger Alexander Kosenkow Julian Reus            | 38 s 62       |
|      | Pologne     | Michał Bielczyk Łukasz Chyła Marcin Jędrusiński Dariusz Kuć          | DNF           |
|      | Nigeria     | Obinna Metu Uche Isaac Chinedu Oriala Olusoji Fasuba                 | DNF           |

### 4 × 100 m féminin
Le minima de l'IAAF a été fixé à 43 s 90, avec les mêmes conditions que pour l'épreuve masculine. 11 équipes se sont qualifiées en 2006 mais la Grèce ne présente pas d'équipe, auxquelles il faut ajouter huit équipes en 2007, dont le Japon, en tant que pays organisateur. Les 18 équipes inscrites sont :  Australie (43 s 62),  Belgique (43 s 65),  Biélorussie (43 s 17),  Brésil (43 s 54),  Chine (43 s 69),  Cuba (43 s 29),  Finlande (43 s 48),  France (43 s 09),  Royaume-Uni (43 s 24),  Allemagne (43 s 08),  Ghana (43 s 84),  Jamaïque (43 s 10),  Japon (43 s 93),  Nigeria (43 s 85),  Pologne (43 s 74),  Russie (42 s 36),  Ukraine (43 s 60) et  États-Unis (42 s 56).

#### Séries du1erseptembre 2007
elles se disputent sur les neuf couloirs de la piste de façon à éviter 3 séries - les 3 premières équipes et les deux meilleurs temps se qualifient pour la finale
- 1re série le 1er septembre 2007 - 9h45

1. France	43 s 09	41 s 78
2. Nigeria	43 s 85	42 s 39
3. Finlande	43 s 48	43 s 37
4. Chine	43 s 69	42 s 23
5. Russie	42 s 78	41 s 49
6. Brésil	43 s 54	42 s 97
7. Australie	43 s 62	42 s 99
8. Biélorussie	43 s 17	42 s 56
9. Belgique	43 s 90	43 s 08

- Résultats de la 1re série :

1. Belgique (Olivia Borlée; Hanna Mariën; Élodie Ouédraogo; Kim Gevaert) 42 s 85 Q (NR)
2. Russie (Irina Khabarova; Natalia Rusakova; Yuliya Gushchina; Yevgeniya Polyakova) 42 s 90 Q 	.
3. Biélorussie (Nastassia Shuliak; Natallia Safronnikava; Alena Neumiarzhitskaya; Aksana Drahun) 43 s 16 Q (SB)
4. Chine (Tao Yujia; Chen Jue; Jiang Lan; Qin Wangping) 43 s 39 (SB)
5. Finlande (Heidi Hannula; Sari Keskitalo; Ilona Ranta; Johanna Manninen) 43 s 41 (SB)
6. Nigeria (Gloria Kemasuode; Endurance Ojokolo; Oludamola Osayomi; Ene Franca Idoko) 43 s 58 (SB)
7. France (Carima Louami; Muriel Hurtis-Houairi; Fabienne Béret-Martinel; Christine Arron) 43 s 88
8. Australie (Sally McLellan; Melanie Kleeberg; Crystal Attenborough; Fiona Cullen) 43 s 91
9. Brésil (Thatiana Regina Ignâcio; Lucimar Aparecida de Moura; Thaissa Presti; Luciana dos Santos) 44 s 64

- 2e série à 9h55 :

1. Royaume-Uni	43 s 24	42 s 43
2. Cuba	43 s 46	42 s 89
3. Ukraine	43 s 60	42 s 96
4. États-Unis	42 s 87	41 s 47
5. Jamaïque	43 s 55	41 s 73
6. Allemagne	43 s 08	41 s 91
7. Japon	43 s 93	43 s 77
8. Ghana	43 s 84	43 s 19
9. Pologne	43 s 74	42 s 71

- Résultats de la 2e série :

1. États-Unis (Carmelita Jeter; Mechelle Lewis; Mikele Barber; Lauryn Williams) 42 s 24 Q (WL)
2. Jamaïque (Sheri-Ann Brooks; Kerron Stewart; Simone Facey; Shelly-Ann Fraser) 42 s 70 Q (SB)
3. Royaume-Uni (Laura Turner; Montell Douglas; Emily Freeman; Joice Maduaka) 42 s 82 Q (SB)
4. Allemagne (Katja Wakan; Cathleen Tschirch; Johanna Kedzierski; Verena Sailer) q (après avoir été disqualifiée) 43 s 17
5. Pologne (Marta Jeschke; Daria Korczynska; Dorota Jedrusinska; Ewelina Klocek) 43 s 25 q	(SB)
6. Ghana (Gifty Addy; Elizabeth Amolofo; Esther Dankwah; Vida Anim) 43 s 76 (SB)
7. Japon (Saori Kitakaze; Sakie Nobuoka; Mayumi Watanabe; Momoko Takahashi) 44 s 88

—  Cuba (Virgen Benavides; Roxana Díaz; Mileidys Lazo; Yenima Arencibia) DQ
—  Ukraine (Olena Chebanu; Nataliya Pohrebnyak; Iryna Shtanhyeyeva; Iryna Shepetyuk) DNF

#### Finale du1erseptembre
1. États-Unis 	41 s 98 		WL 	(L. Williams, A. Felix, M. Barber, Torri Edwards)
2. Jamaïque 	42 s 01 		SB 	(S. Brooks, K. Stewart, S. Facey, Veronica Campbell)
3. Belgique 	42 s 75 		NR 	(Olivia Borlée, H. Mariën, Élodie Ouédraogo, Kim Gevaert)
4. Royaume-Uni 	42 s 87 			(L. Turner, M. Douglas, E. Freeman, J. Maduaka)
5. Russie 	42 s 97 			(E. Grigorieva, N. Rusakova, Y. Gushchina, Y. Polyakova)
6. Biélorussie 	43 s 37 		(N. Shuliak, Natallia Safronnikava, A. Neumiarzhitskaya, A. Drahun)
7. Allemagne 	43 s 51 			(K. Wakan, C. Tschirch, J. Kedzierski, V. Sailer)
8. Pologne	43 s 57 			(M. Jeschke, D. Korczynska, D. Jedrusinska, E. Klocek)

## 4 × 400 m

### 4 × 400 m masculin
Le minima a été fixé à 3 min 03 s 30 par l'IAAF. Ce temps assez peu sélectif a permis à 17 équipes de se qualifier, dont 5 en 2007 (en 2006, 12 équipes étaient en dessous de 3 min 03 s), mais seulement 15 équipes se sont inscrites :  Australie (3 min 00 s 93),  Bahamas (3 min 00 s 64),  Botswana (3 min 03 s 16),  République dominicaine (3 min 02 s 48),  France (3 min 01 s 10),  Royaume-Uni (3 min 01 s 63),  Allemagne (3 min 01 s 77),  Grèce (3 min 02 s 21),  Jamaïque (3 min 00 s 44),  Japon (3 min 02 s 44),  Nigeria (3 min 02 s 16),  Pologne (3 min 01 s 70),  Russie (3 min 02 s 13),  Trinité-et-Tobago (3 min 02 s 65) et  États-Unis (2 min 59 s 18). Le Brésil et l'Afrique du Sud, pourtant qualifiés, ont renoncé à participer. Il y aura donc deux séries et une finale.

#### Séries de qualification
les trois premiers de chaque série plus les deux meilleurs temps
- 1re série, le 1er septembre 2007 - 21h00, heure locale

1. Couloir vide
2. Nigeria	3 min 03 s 99	2 min 58 s 68
3. France	3 min 03 s 65	2 min 58 s 96
4. Jamaïque	3 min 00 s 44	2 min 56 s 75
5. Australie	3 min 02 s 76	2 min 59 s 70
6. Bahamas	3 min 00 s 64	2 min 57 s 32
7. Russie	3 min 02 s 13	3 min 00 s 44
8. Royaume-Uni	3 min 01 s 92	2 min 56 s 60
9. République dominicaine	3 min 02 s 48	3 min 02 s 02

- Résultats de la 1re série :

1. Bahamas 3 min 00 s 37 Q SB 	0.163 (N. McKinney, M. Mathieu, C. Brown, A. Williams)
2. Jamaïque 3 min 00 s 99 Q 	0.189 (M. Blackwood, R. Chambers, L. Green, S. Ayre)
3. Russie 3 min 01 s 07 Q SB 	0.170 (M. Dyldin, V. Frolov, K. Svechkar, D. Alekseyev)
4. Royaume-Uni 3 min 01 s 22 q SB 	0.212 (A. Steele, R. Tobin, R. Buck, M. Rooney)
5. République dominicaine 3 min 02 s 49 q 0.171 (C. Santa, A. Peguero, Y. Tapia, Felix Sanchez)
6. Australie 3 min 02 s 59 SB 	0.183 (S. Wroe, D. Grant, K. Mulcahy, M. Ormrod)
7. France 3 min 04 s 45 	0.162 (M. Lahaye, B. Panel, F. Bellaabouss, L. Djhone)
8. Nigeria 3 min 06 s 04 	0.187 (B. Lawal, J. Godday, V. Isaiah, S. Weigopwa)

- 2e série - 21h10

1. Couloir vide
2. Botswana	3 min 03 s 16	3 min 02 s 24
3. Japon	3 min 02 s 44	3 min 00 s 76
4. Grèce	3 min 02 s 21	3 min 02 s 21
5. États-Unis	2 min 59 s 18	2 min 54 s 20
6. Allemagne	3 min 01 s 77	2 min 59 s 99
7. Pologne	3 min 01 s 70	2 min 58 s 00
8. Trinité-et-Tobago	3 min 03 s 60	3 min 01 s 05

- Résultats de la 2e série :

1. États-Unis 3 min 01 s 46 Q 0.160 (B. Jackson, K. Clement, D. Williamson, A. Taylor)
2. Allemagne 3 min 02 s 21 Q 0.187 (I. Schultz, K. Gaba, S. Kirch, B. Swillims)
3. Pologne 3 min 02 s 39 Q 0.205 (R. Wieruszewski, W. Banka, M. Marciniszyn, D. Dabrowski)
4. Japon 3 min 02 s 76 0.154 (Y. Yamaguchi, Y. Ishitsuka, K. Narisako, M. Sato)
5. Trinité-et-Tobago 3 min 02 s 92 SB 0.188 (A. Modibo, J. Toppin, J. Solomon, R. Quow)
6. Grèce 3 min 05 s 65 0.168 (D. Regas, Y. Doupis, D. Gravalos, P. Iakovakis)
7. Botswana 3:05.96 0.203 (I. Makwala, O. Ngwigwa, K. Sakaria, C. Molefe)

#### Finale
La finale a eu lieu le 2 septembre à 20h50, heure locale. C'était la dernière épreuve des Championnats du monde. Ses résultats ont été publiés à 21h00.
| Rang | Pays                   | Athlète                                                            | Distance           |
| ---- | ---------------------- | ------------------------------------------------------------------ | ------------------ |
| 1    | États-Unis             | LaShawn Merritt Angelo Taylor Darold Williamson Jeremy Wariner     | 2 min 55 s 56 (WL) |
| 2    | Bahamas                | Avard Moncur Micheal Mathieu Andrae Williams Chris Brown           | 2 min 59 s 18 (SB) |
| 3    | Pologne                | Marek Plawgo Daniel Dąbrowski Marcin Marciniszyn Kacper Kozłowski  | 3 min 00 s 05 (SB) |
| 4    | Jamaïque               | Michael Blackwood Ricardo Chambers Leford Green Sanjay Ayre        | 3 min 00 s 76      |
| 5    | Russie                 | Maksim Dyldin Vladislav Frolov Konstantin Svechkar Denis Alekseyev | 3 min 01 s 62      |
| 6    | Royaume-Uni            | Andrew Steele Robert Tobin Richard Buck Martyn Rooney              | 3 min 02 s 94      |
| 7    | République dominicaine | Félix Sánchez Yoel Tapia Carlos Santa Arismendy Peguero            | 3 min 03 s 56      |
| 8    | Allemagne              | Ingo Schultz Simon Kirch Kamghe Gaba Bastian Swillims              | 3 min 07 s 40      |

### 4 × 400 m féminin
Le minima ici est de 3 min 31 s 00, ce qui a permis à 18 équipes de se qualifier. 14 équipes avaient déjà réalisé ce temps en 2006. Mais seulement 15 équipes se sont inscrites aux championnats :  Biélorussie (3 min 23 s 67),  Brésil (3 min 28 s 89),  Cuba (3 min 27 s 51),  France (3 min 28 s 62),  Royaume-Uni (3 min 26 s 96),  Inde (3 min 29 s 57),  Jamaïque (3 min 26 s 85),  Japon (3 min 30 s 53),  Mexique (3 min 27 s 75),  Nigeria (3 min 29 s 74),  Pologne (3 min 26 s 36),  Roumanie (3 min 30 s 22),  Russie (3 min 21 s 21),  Ukraine (3 min 28 s 14),  États-Unis (3 min 20 s 69).

#### séries de qualification
- série 1 - 1er septembre 2007 - 20h05

1. Couloir vide
2. Roumanie	3 min 30 s 22	3 min 25 s 68
3. Russie	3 min 26 s 58	3 min 18 s 38
4. Biélorussie	3 min 23 s 67	3 min 23 s 67
5. Ukraine	3 min 28 s 67	3 min 21 s 94
6. Nigeria	3 min 29 s 74	3 min 21 s 04
7. Jamaïque	3 min 28 s 74	3 min 20 s 65
8. Cuba	3 min 27 s 51	3 min 24 s 23

##### Résultats de la1resérie
1. Russie (Yelena Migunova; Natalya Nazarova; Lyudmila Litvinova; Tatyana Levina) 3 min 23 s 49 Q (WL)
2. Biélorussie (Yulyana Yushchanka; Iryna Khliustava; Anna Kozak; Sviatlana Usovich) 3 min 25 s 14 Q 	.
3. Jamaïque (Shericka Williams; Anastasia Le-Roy; Davita Prendagast; Shereefa Lloyd) 3 min 26 s 14 Q (SB)
4. Cuba (Aymeé Martínez; Daimí Pernía; Zulia Calatayud; Indira Terrero) 3 min 27 s 04 q (SB)
5. Nigeria (Folashade Abugan; Christy Ekpukhon Ihunaegbo; Olouma Nwoke; Sekinat Adesanya) 3 min 27 s 97 (SB)
6. Ukraine (Nataliya Pyhyda; Antonina Yefremova; Olha Zavhorodnya; Oksana Shcherbak) 3 min 30 s 76
7. Roumanie (Taisia Crestincov; Liliana Popescu; Elena Mirela Lavric; Ionela Tîrlea-Manolache) 3 min 35 s 69

- série 2 - 20h15

1. Couloir vide
2. États-Unis	3 min 24 s 70	3 min 15 s 51
3. Brésil	3 min 28 s 89	3 min 26 s 82
4. Japon	3 min 30 s 53	3 min 30 s 53
5. France	3 min 28 s 62	3 min 22 s 34
6. Pologne	3 min 26 s 36	3 min 24 s 49
7. Mexique	3 min 27 s 75	3 min 27 s 75
8. Royaume-Uni	3 min 28 s 69	3 min 22 s 01
9. Inde	3 min 33 s 39	3 min 26 s 89

##### Résultats de la2esérie(corrigés)
1. États-Unis (DeeDee Trotter; Monique Hennagan; Mary Wineberg; Natasha Hastings) 3 min 23 s 37 Q 	(WL)
2. Royaume-Uni (Lee McConnell; Donna Fraser; Marilyn Okoro; Nicola Sanders) 3 min 25 s 45 Q (SB)
3. Pologne (Agnieszka Karpiesiuk; Grazyna Prokopek; Zuzanna Radecka; Anna Jesien) 3 min 26 s 45 Q
4. Mexique (Zudikey Rodriguez ; Gabriela Medina; Nallely Vela; Ana Guevara) 3 min 27 s 14 q (NR)
5. France (Thélia Sigère; Marie-Angélique Lacordelle; Phara Anacharsis; Solen Désert) 3 min 29 s 87
6. Japon (Sayaka Aoki; Asami Tanno; Satomi Kubokura; Mayu Kida) 3 min 30 s 17 (NR)
7. Brésil (Maria Laura Almirão; Emily Pinheiro; Sheila Ferreira; Josiane Tito) 3 min 34 s 34

—  Inde (Mandeep Kaur; Manjeet Kaur; Chitra K. Soman; Iyleen Samantha Lawrence Anthony) DQ

#### Finale (2 septembre)
| Rang | Pays        | Athlète                                                                | Distance           |
| ---- | ----------- | ---------------------------------------------------------------------- | ------------------ |
| 1    | États-Unis  | DeeDee Trotter Allyson Felix Mary Wineberg Sanya Richards              | 3 min 18 s 55 (WL) |
| 2    | Jamaïque    | Shericka Williams Shereefa Lloyd Davita Prendagast Novlene Williams    | 3 min 19 s 73      |
| 3    | Royaume-Uni | Christine Ohuruogu Marilyn Okoro Lee McConnell Nicola Sanders          | 3 min 20 s 04 (RN) |
| 4    | Russie      | Lyudmila Litvinova Natalya Nazarova Tatyana Veshkurova Natalya Antyukh | 3 min 20 s 25 (SB) |
| 5    | Biélorussie | Yulianna Yuschanka Iryna Khliustava Ilona Usovich Sviatlana Usovich    | 3 min 21 s 88 (RN) |
| 6    | Pologne     | Zuzanna Radecka Grazyna Prokopek Ewelina Setowska-Drick Anna Jesień    | 3 min 26 s 49      |
| 7    | Cuba        | Aymeé Martínez Daimí Pernía Zulia Calatayud Indira Terrero             | 3 min 27 s 05      |
| 8    | Mexique     | Zudikey Rodriguez Gabriela Medina Nallely Vela Ana Guevara             | 3 min 29 s 14      |

## Normes françaises
source : FFA
La France a inscrit une équipe dans chacun des relais disputés. Les exigences initiales étaient pourtant plus contraignantes que celles de l'IAAF. Les collectifs de relais (composés chacun d’au moins 6 athlètes) ont été sélectionnés en fonction des performances individuelles réalisées durant la même période et lors des mêmes compétitions que celles fixées par la DTN pour la réalisation des minima FFA Osaka 2007.
- Un relais 4 × 100 m hommes pourra être engagé, si la moyenne des performances réalisées par 4 athlètes est inférieure ou égale à 10 secondes et 25 centièmes
- Un relais 4 × 100 m femmes pourra être engagé si la moyenne des performances réalisées par 4 athlètes est inférieure ou égale à 11 secondes et 25 centièmes
- Un relais 4 × 400 m hommes pourra être engagé si la moyenne des performances réalisées par 4 athlètes est inférieure ou égale à 46 secondes
- Un relais 4 × 400 m femmes pourra être engagé si la moyenne des performances réalisées par 4 athlètes est inférieure ou égale à 52 secondes

La composition des collectifs sélectionnés tiendra plus particulièrement compte du classement de la finale des Championnats de France « élite » (à Niort du 3 au 5 août 2007). Un quelconque refus, quelle qu’en soit la cause, même excusé, de participation aux regroupements des collectifs relais organisés lors de la saison 2007 constituera un motif de non-sélection dans les collectifs de ces relais.